# 金時厚
金時厚（韓語：김시후，1988年1月2日—），本名金榮俊，韓國男演員。

## 演出作品

### 電視劇
- 2003年：KBS《玉琳成長日記》
- 2006年：KBS《玉琳成長日記3》
- 2008年：KBS《愛在青瓦台》飾演 車榮久
- 2008年：MBC《可可島的秘密》飾演 金時厚
- 2012年：KBS《愛情雨》飾演 李東旭（1970年代）／李善浩
- 2014年：JTBC《山蒜醬湯：12年後的重逢》飾演 柳俊成
- 2015年：網路劇《甜蜜的誘惑》飾演 菜秀
- 2019年：KBS《讓我聆聽你的歌》飾演 金利安
- 2023年：KBS《是金 是玉》飾演 董柱赫

### 電影
- 2005年：《親切的金子》
- 2006年：《同伙》
- 2006年：《毆打誘發者》
- 2006年：《鬼故事》
- 2011年：《陽光姊妹淘》飾演 韓俊昊（少年）／俊昊兒子
- 2011年：《登陸之日》飾演 塚本
- 2013年：《少女（朝鲜语：소녀 (2013년 영화)）》飾演 尹洙
- 2015年：《辣手警探》飾演 尹刑警
- 2016年：《蚀（朝鲜语：커터 (영화)）》飾演 允宰
- 2024年：《辣手警探2》[3]

## 外部連結
- NAVER （页面存档备份，存于）
- 金時厚的Facebook專頁